# Masi
Masi är en stad och kommun i provinsen Padova i regionen Veneto i norra Italien. Staden ligger omkring 70 km sydväst om Venedig och omkring 45 km sydväst om Padua. Kommunen hade 1 764 invånare (2018) och gränsar till kommunerna Badia Polesine, Castelbaldo, Merlara och Piacenza d'Adige. 